# ستيفانو روسيني
ستيفانو روسيني (بالإيطالية: Stefano Rossini)‏ هو لاعب كرة قدم إيطالي في مركز الوسط، ولد في 3 يناير 1991 في فورميا في إيطاليا. لعب مع نادي بارما.